# Episodi di Les Mystères de l'amour (trentaduesima stagione)
La trentaduesima stagione della serie televisiva Les Mystères de l'amour è andata in onda in Francia dal 16 aprile al 6 agosto 2023 nel processo sul canale Telemontecarlo.
In Italia è inedita.
| nº | Titolo originale              | Titolo italiano | Prima TV Francia | Prima TV Italia |
| -- | ----------------------------- | --------------- | ---------------- | --------------- |
| 01 | Branle-bas de combat          |                 | 16 aprile 2023   |                 |
| 02 | Tous pour Hélène              |                 | 22 aprile 2023   |                 |
| 03 | Traque dangereuse             |                 | 23 aprile 2023   |                 |
| 04 | Un amour fou                  |                 | 29 aprile 2023   |                 |
| 05 | Dangereux rivage              |                 | 30 aprile 2023   |                 |
| 06 | Nashville or not Nashville ?  |                 | 6 maggio 2023    |                 |
| 07 | L'enfant perdu                |                 | 7 maggio 2023    |                 |
| 08 | Conflits multiples            |                 | 13 maggio 2023   |                 |
| 09 | Nashville rock                |                 | 14 maggio 2023   |                 |
| 10 | Dernier baiser                |                 | 20 maggio 2023   |                 |
| 11 | Recherches                    |                 | 21 maggio 2023   |                 |
| 12 | Bataille de coqs              |                 | 27 maggio 2023   |                 |
| 13 | New York, New York            |                 | 28 maggio 2023   |                 |
| 14 | Tel épris qui croyait prendre |                 | 3 giugno 2023    |                 |
| 15 | Accident mortel               |                 | 4 giugno 2023    |                 |
| 16 | Retours Paris                 |                 | 10 giugno 2023   |                 |
| 17 | Analyses                      |                 | 11 giugno 2023   |                 |
| 18 | Mauvaises nouvelles           |                 | 17 giugno 2023   |                 |
| 19 | Faux amis                     |                 | 18 giugno 2023   |                 |
| 20 | Impossible décision           |                 | 25 giugno 2023   |                 |
| 21 | Photos de famille             |                 | 2 luglio 2023    |                 |
| 22 | Médicament                    |                 | 9 luglio 2023    |                 |
| 23 | Image provisoire              |                 | 16 luglio 2023   |                 |
| 24 | Dette de jeu                  |                 | 23 luglio 2023   |                 |
| 25 | Une grand-mère terrifiante    |                 | 30 luglio 2023   |                 |
| 26 | Papa ou pas                   |                 | 6 agosto 2023    |                 |